# 河津町
河津町（日语：／ Kawazu chō */?）是位於日本靜岡縣東部的町，隸屬於賀茂郡。轄區地處伊豆半島的南端，當地人口則集中在河津川的沿岸地區。河津町為河津櫻的發源地，並作為賞櫻勝地而聞名，每年吸引許多遊客前來。而當地在向外通勤與就學上較依賴鄰近的東伊豆町與下田市。

## 地理

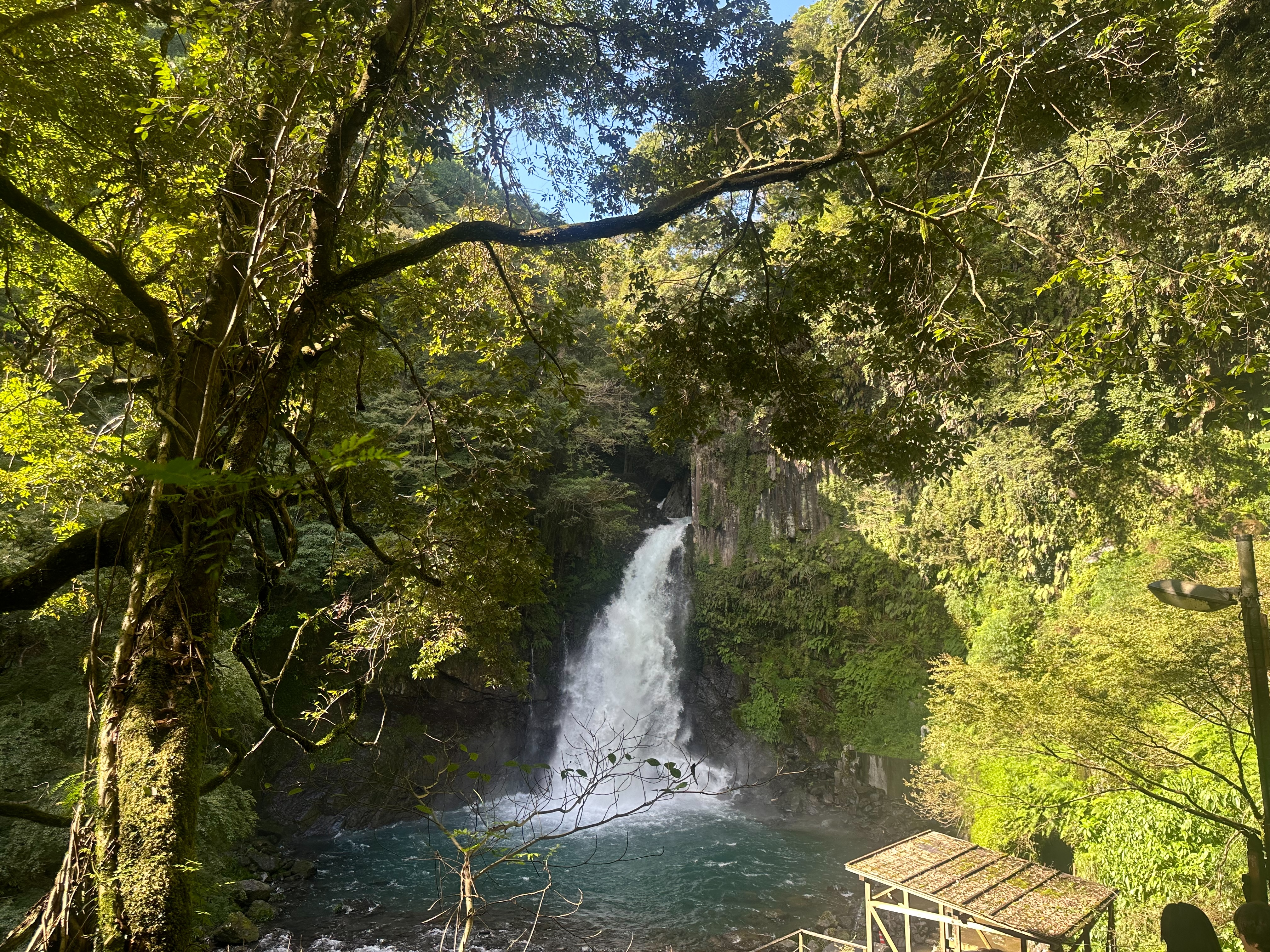
河津七瀧

河津町內約83%的面積被山林與原野覆蓋。轄區地處伊豆半島的南端，東南邊面向相模灘（相模灣），北側則坐落著海拔800公尺以上的天城山。發源自上述群山的河津川由西北往東南流經城鎮中心，並在東南邊注入相模灘；其支流大鍋川與谷津川等河也流經町內。河津川的上游為河津七瀧等由寄生火山流出的熔岩所形成的瀑布，且部分地區位於富士箱根伊豆國立公園的範圍內；而該河川則在出海口一帶形成今井濱海水浴場與菖蒲澤海水浴場。

### 氣候
河津町擁有海洋性氣候的特徵，氣候溫暖且雨量較多。根據統計，1991年至2020年，當地的年均溫為16.2℃，年均降雨量則為2358毫米。

## 歷史
河津町自古時便有人類居住，境內曾發掘出繩紋時代的遺跡；而平城京內部的平城宮遺跡中則出土過記載著當地的古地名「川津鄉」的木簡。江戶時代，河津地區在內的伊豆國全國成為江戶幕府的天領，並自天城山一帶向幕府輸送木材、木炭與山葵等物產；而當地也作為海上交通的要衝地而發展。

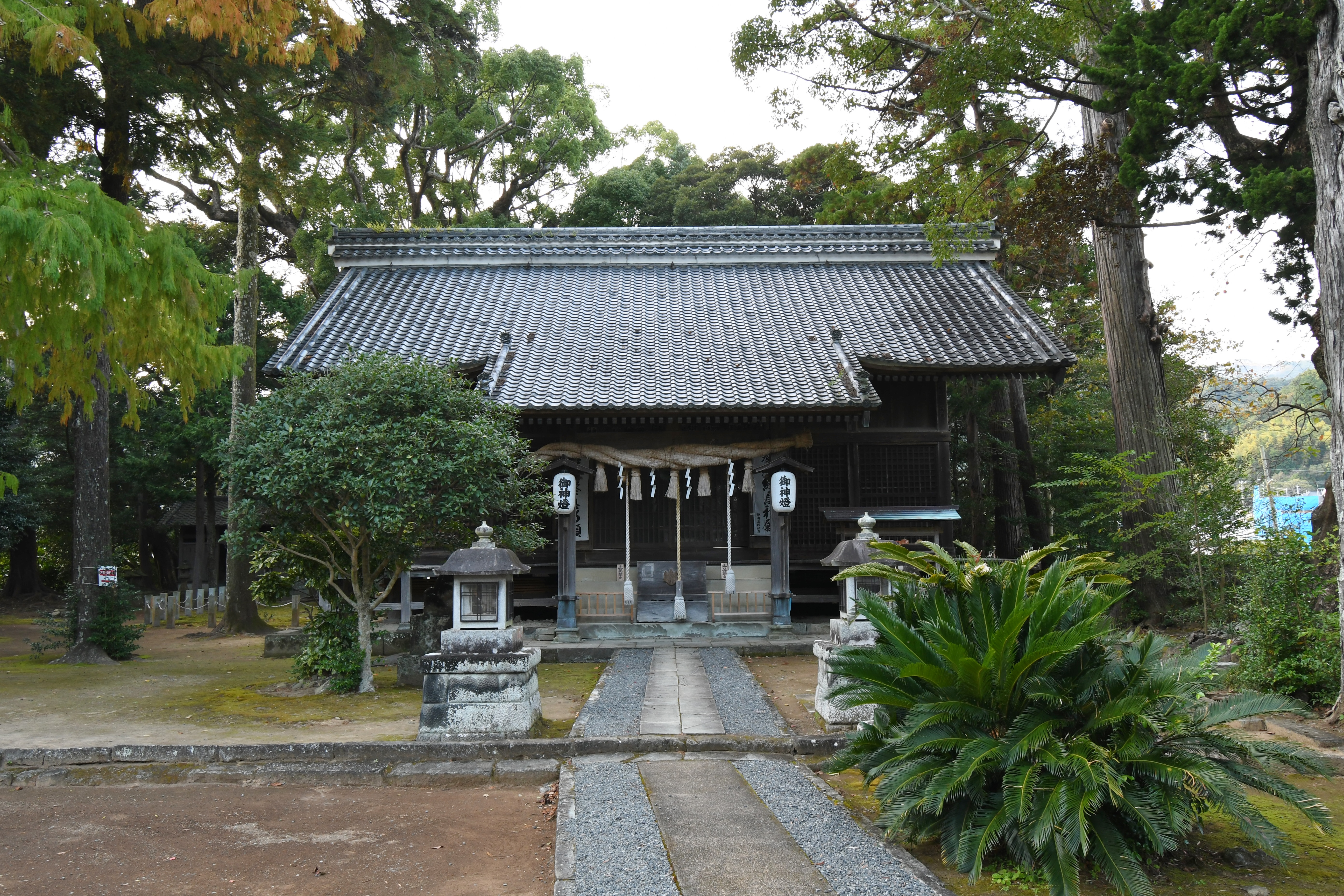
坐落於町內的杉桙別命神社拜殿

明治時代，當地在廢藩置縣後原隸屬於韮山縣，後於1876年改隸屬於合併後的靜岡縣。大正時代，河津地區開始挖掘溫泉，並使許多文學家陸續造訪當地。而坐落於河津的湯野溫泉也是日本首位諾貝爾文學獎得主川端康成的小說《伊豆的舞孃》的故事舞台之一。明治22年（1889年），日本實施町村制，並將境內的村落分別合併成上河津村與下河津村。昭和33年（1958年）9月，上河津村與下河津村合併成現今的河津町。

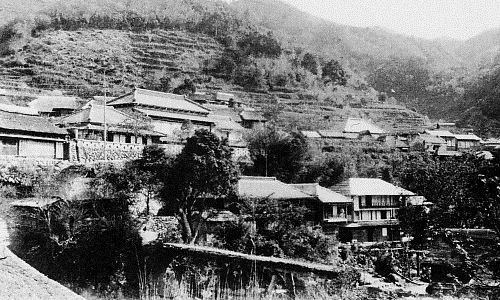
昭和初期的湯野溫泉

昭和53年（1978年）1月14日的伊豆大島地震在河津町共造成11人死亡、28人受傷、16戶住宅全毀與56戶住宅半毀。根據災後統計，當地的災損總額約為89億3千萬日圓。

## 行政
現任町長岸重宏於2021年11月在選舉中以自動當選的方式成功連任，其任期將持續至2025年11月。

## 人口
河津町的總人口數在1958年實施町制時達到最高峰10,454人，之後便呈現整體減少的趨勢，至2015年的日本國勢調查時為7303人，並預估2045年將下降至約3828人。而根據2023年的統計，當地的高齡人口占比高達43.1%，並且呈現逐年增加的趨勢。
| 河津町人口分布圖 |                                               |  |
| 河津町與日本全國年齡別人口分布比較圖 （2005年資料） | 河津町的年齡、男女別人口分布圖 （2005年資料） |  |
| ■紫色是河津町 ■綠色是全国 | ■藍色是男性 ■紅色是女性                       |  |
| 河津町人口變化 \| 1970年 \| 9,624人 \| \| \| 1975年 \| 9,772人 \| \| \| 1980年 \| 9,509人 \| \| \| 1985年 \| 9,307人 \| \| \| 1990年 \| 9,118人 \| \| \| 1995年 \| 9,036人 \| \| \| 2000年 \| 8,705人 \| \| \| 2005年 \| 8,303人 \| \| \| 2010年 \| 7,998人 \| \| \| 2015年 \| 7,303人 \| \| \| 2020年 \| 6,870人 \| \| |                                               |  |
| 資料來源：日本總務省統計中心提供之人口普查數據 |                                               |  |
| 1970年 | 9,624人                                       |  |
| 1975年 | 9,772人                                       |  |
| 1980年 | 9,509人                                       |  |
| 1985年 | 9,307人                                       |  |
| 1990年 | 9,118人                                       |  |
| 1995年 | 9,036人                                       |  |
| 2000年 | 8,705人                                       |  |
| 2005年 | 8,303人                                       |  |
| 2010年 | 7,998人                                       |  |
| 2015年 | 7,303人                                       |  |
| 2020年 | 6,870人                                       |  |

## 經濟
根據日本2015年的國勢調查統計，河津町的就業人口中約13%從事第一級產業，13.5%的就業人口從事第二級產業，其餘的73.3%則從事第三級產業。當地的農業以生產山葵、花卉、柑橘與蔬菜等農產品為主，且近年來面臨荒廢的農地數量增加、勞動力人口短缺與高齡化等問題。而河津町也是靜岡縣內主要的康乃馨產地之一。漁業方面，當地主要在近海地帶捕撈貝類、日本龍蝦與鮑魚等海產，並可在河津川捕獲日本絨螯蟹與香魚等。
由於河津町為為河津櫻的發源地，因此每年櫻花盛開之際皆吸引許多遊客前來。據統計，2009年至2019年，當地每年約有141.9萬至164.萬名遊客到訪。

## 教育
河津町內共有1所小學校及1所中學校，分別為河津小學校及河津中學校。根據2021年的統計，町內共有279名小學生與175名中學生。

## 交通

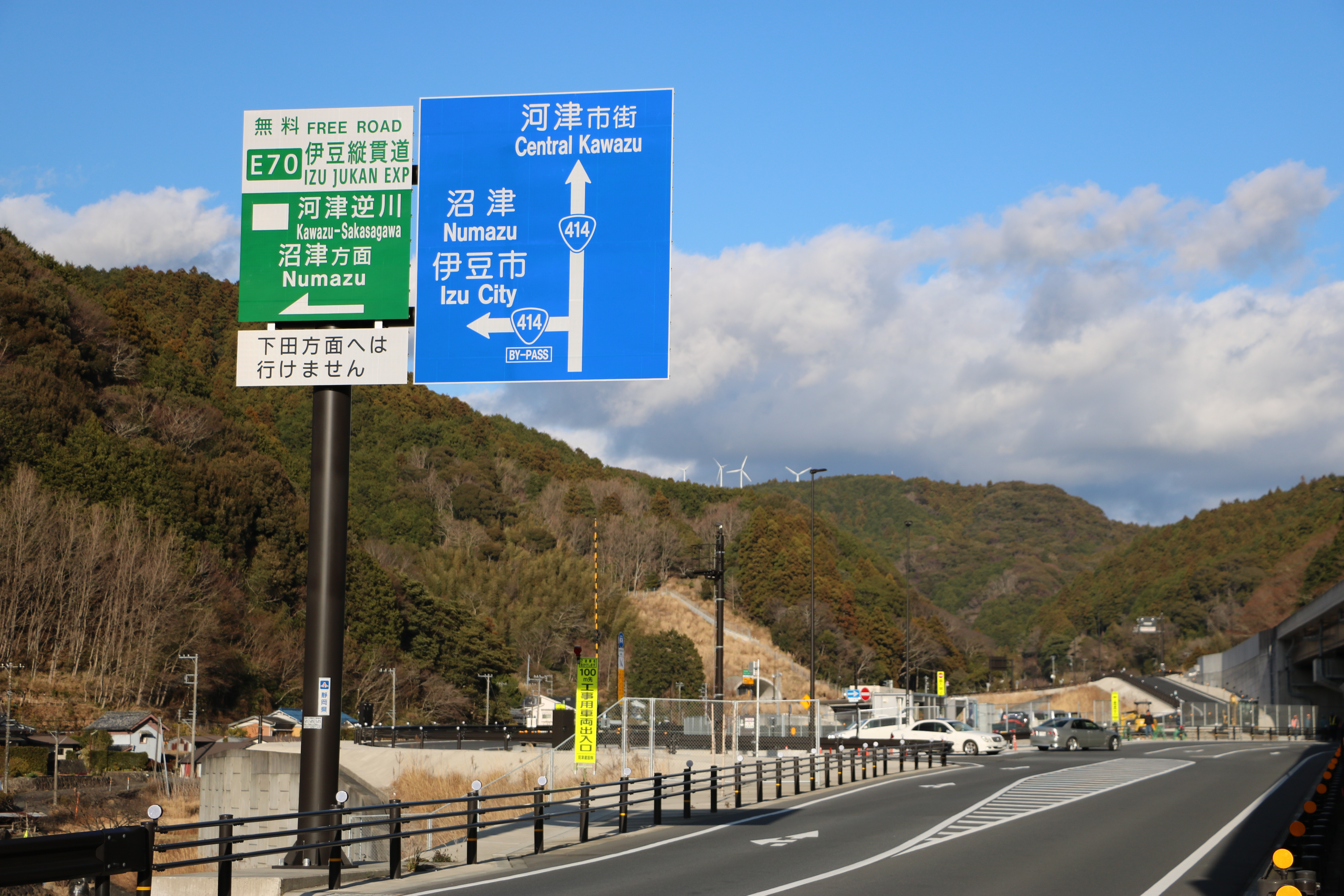
河津逆川IC
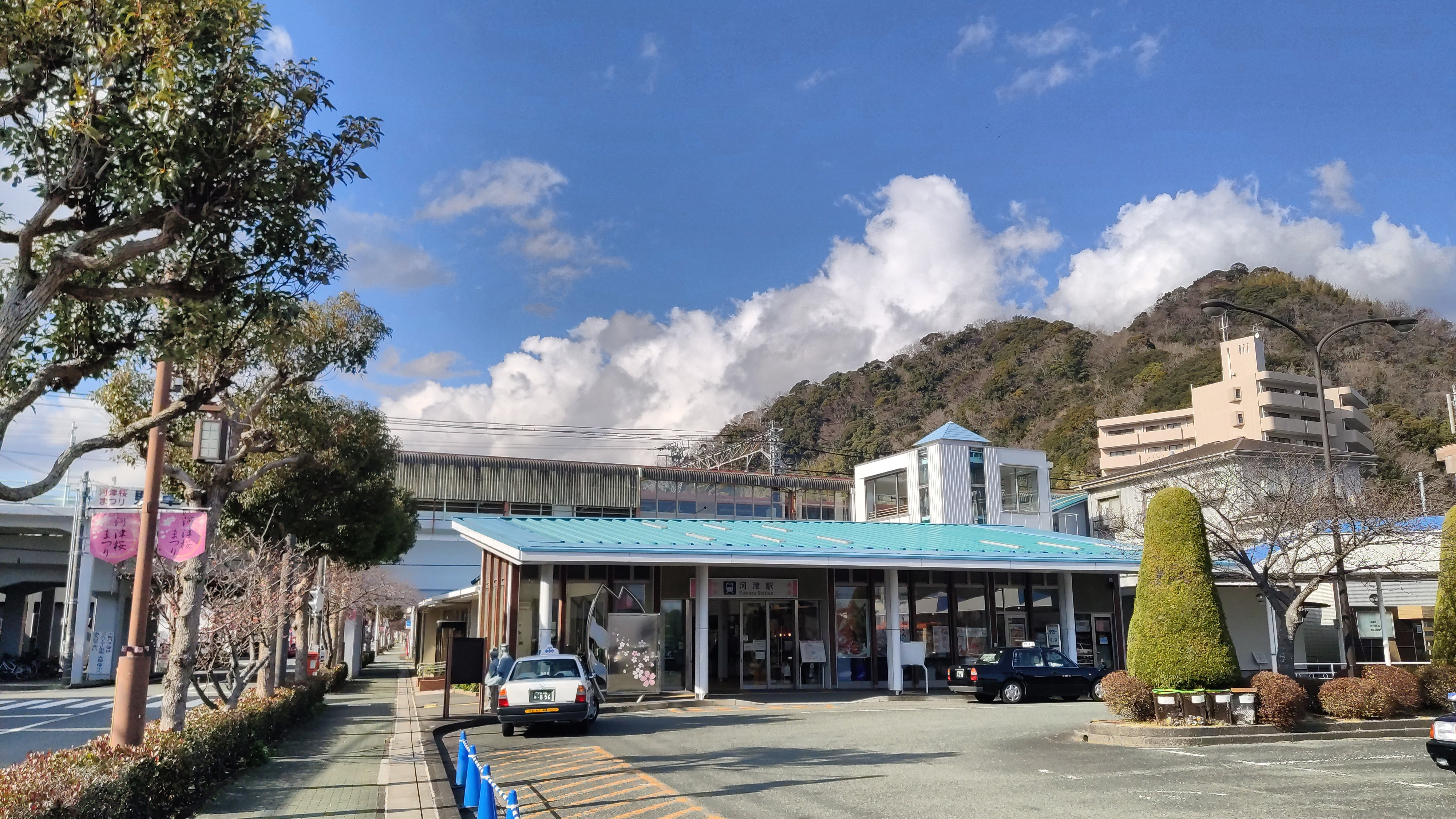
河津站

國道135號沿著河津町東南部的沿海地區延伸，伊豆縱貫自動車道則通過町內的西北部地區，並透過2023年3月新開通的河津逆川IC和河津七滝IC與國道414號相接。鐵路方面，伊豆急行的伊豆急行線通過河津町的東南部地區，並分別設置今井濱海岸站與河津站。

## 友好城市
河津町與以下日本行政區為姊妹城市:
| 市町村 | 都道府縣 | 締結日期  |
| ------ | -------- | --------- |
| 白馬村 | 長野縣   | 1982年7月 |

## 關連項目
- 河津櫻

## 外部連結
- 河津町 （页面存档备份，存于）
- OpenStreetMap上有關河津町的地理